# Ruttebüller See
Der Ruttebüller See (dänisch: Rudbøl Sø) ist ein Stillgewässer im äußersten Norden von Schleswig-Holstein und im äußersten Süden von Dänemark. Durch den 55 ha großen See verläuft die gemeinsame Landesgrenze von Dänemark und Deutschland. Er ist auf deutscher Seite Teil des NATURA-2000-Schutzgebietes FFH-Gebiet Ruttebüller See und auf dänischer Seite des Nationalparks Wattenmeer.
Am südwestlichen Ufer des Sees (auf deutscher Seite) liegt Rosenkranz, ein Ortsteil der Gemeinde Aventoft im Kreis Nordfriesland; am nordwestlichen Ufer des Sees (auf dänischer Seite) liegt Rudbøl (deutsch Ruttebüll), ein Dorf im Højer Sogn von Tønder Kommune in der Region Syddanmark.
Die Vidå (deutsch Wiedau), ein 69 km langer Fluss im äußersten Süden Dänemarks, durchfließt den See.